# Acrolophus languidalis
Acrolophus languidalis är en fjärilsart som beskrevs av Walker 1865. Acrolophus languidalis ingår i släktet Acrolophus och familjen Acrolophidae. Inga underarter finns listade i Catalogue of Life.